# Tregua di Dio

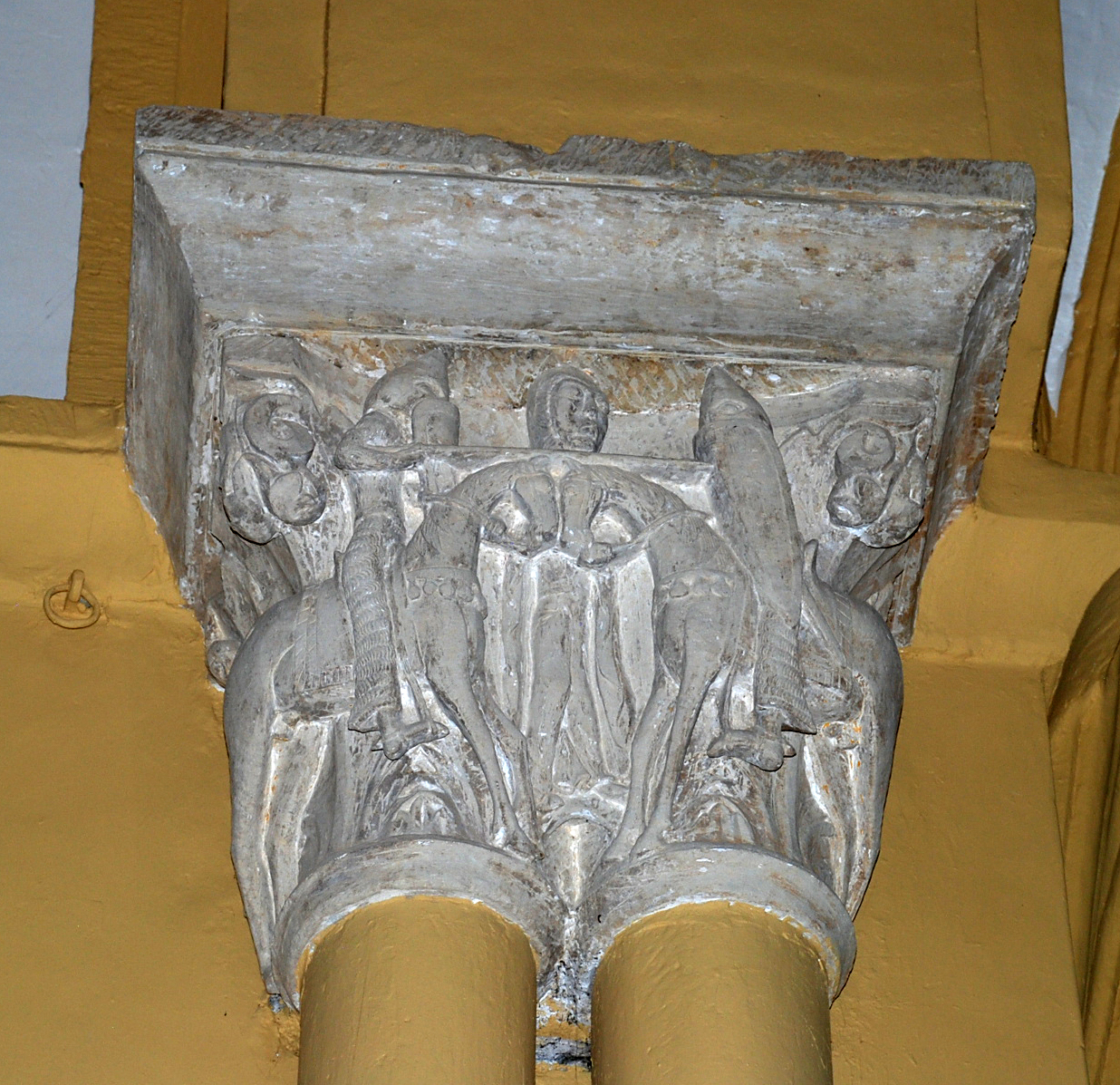
Capitello romanico nella chiesa di Sant'Andrea a Revilla de Collazos con raffigurazione della "tregua di Dio": due cavalieri stanno per venire allo scontro, ma una donna li trattiene

Con i termini tregua di Dio e pace di Dio (in latino rispettivamente treuga Dei e pax Dei) ci si riferisce a una serie di iniziative promosse dalla Chiesa cattolica per cercare di imporre un limite al dilagare della violenza attraverso l'applicazione di sanzioni spirituali. I due movimenti, Tregua di Dio e Pace di Dio, hanno origini temporali e spaziali diverse ma finiscono per intrecciarsi nell'Europa medievale dell'XI secolo. La pratica si diffuse in tutta l'Europa occidentale per sopravvivere in una qualche forma fino al XIII secolo.
L'azione della Chiesa si era resa indispensabile per cercare di porre un freno a una condizione permanente di violenza. Soprattutto in Francia, dopo il collasso dell'Impero carolingio sul finire del nono secolo, la situazione interna era diventata insostenibile a causa dei continui scontri tra i vari signori (feudatari) locali che si contendevano il controllo del territorio.
In area tedesca approdò decenni dopo con il nome di Landfrieden.

## Tregua di Dio
La Tregua di Dio veniva fatta coincidere, generalmente, con periodi di festività liturgiche o giorni di particolare rilievo (come la domenica). 
Questa pratica troverà una propria codificazione definitiva nei concili di Arles (1037-1041) e di Rouen (1063). Da quel momento è fatto divieto ai signori di violare le tregue durante le grandi fasi di liturgia Cristiana (Natale, Avvento, Pasqua), nel nome del rispetto sacro e nel nome di quello profano (sagre, mercati). Celebre violazione di una tregua di Dio fu la battaglia di Bouvines del 27 luglio 1214, una domenica appunto.

## Pace di Dio
La Pace di Dio o Pax Dei era invece un atto di un'autorità religiosa locale che sotto pena di scomunica dichiarava intangibili certi luoghi e che garantiva l'immunità ad alcune categorie di persone (pellegrini, chierici, ecc.). Un Sinodo che si è svolto nell'abbazia benedettina di Charroux sotto la guida dell'arcivescovo Bordeaux e della Guascogna Gombald promulgò tre canoni che decretavano una Pax Dei nel 989. L'atto fu sottoscritto dai vescovi di Poitiers, Limoges, Périgueux, Saintes e Angoulême.